# Ropicomimus vitticollis
Ropicomimus vitticollis là một loài bọ cánh cứng trong họ Cerambycidae.